# Vouneuil-sur-Vienne
Vouneuil-sur-Vienne è un comune francese di 2 036 abitanti situato nel dipartimento della Vienne nella regione della Nuova Aquitania.

## Società

### Evoluzione demografica
Abitanti censiti